# Albrecht ze Šternberka a Lukova
Albrecht ze Šternberka a Lukova († zřejmě v roce 1412 - 2. únorem 1413) byl český šlechtic, který pocházel z moravské větve rodu Šternberků. V listinách se nejčastěji uváděl jako Albrecht ze Šternberka a odjinud z Lukova, ale nazývá se také jako Albrecht ze Zlína.

## Život
Jeho otcem byl Zdeněk ze Šternberka na Lukově. Po předčasné smrti svého staršího bratra Ješka se stal jediným dědicem majetku svého otce. 
Albrecht se poprvé uvádí roku 1397. V této době byl již ženatý s Eliškou z Kravař, která byla dcerou moravského magnáta Lacek z Kravař a Helfštejna. I díky němu patřil Albrecht k nejvlivnější vrstvě moravské šlechty. 
Je pravděpodobné, že snad po smrti svého otce či dříve odešel z hradu Lukova a přesídlil do hradu Zlín. Spory mohly spočívat v politické orientaci a činech jeho strýce Ješka v moravských markraběcích válkách. Albrecht však na své majetkové nároky na Lukově nerezignoval a tento společný hrad získal zpět při vojenské akci. Stalo se tak pravděpodobně roku 1409, protože 25. července tohoto roku se opět tituluje s přídomkem "na Lukově." Albrecht postupně ovládl některé majetky svého strýce, který propadal do stále větších dluhů. 
Albrecht zemřel předčasně, poslední zpráva o něm je z roku 1412. Listina z 2. února 1413 už hovoří o jeho dětech, jako sirotcích.
Albrecht zanechal po sobě syna Jiříka a Lacka a dceru Markétu, která se provdala za jihočeského velmože Oldřicha z Hradce. Vzhledem k tomu, že děti byly nezletilé, ujal se nad jejich majetkem správy poručník, kterým byl jejich děd Lacek z Kravař a Helfštejna.